# فرودگاه لودوار
فرودگاه لودوار (به انگلیسی: Lodwar Airport) یک فرودگاه همگانی، غیرنظامی با کد یاتا LOK است که یک باند فرود آسفالت دارد و طول باند آن ۱۰۰۰ متر است. این فرودگاه در کشور کنیا قرار دارد و در ارتفاع ۵۲۳ متری از سطح دریا واقع شده است.

## شرکت‌های هواپیمایی و مقصدهای پروازی
| شرکت‌های هواپیمایی         | مقصدهای پروازی                  |
| ------------------------- | ------------------------------- |
| Aircraft Leasing Services | لوکی‌چوگیو، ویلسون               |
| Fly540                    | جومو کنیاتا فصلی: الدورت، کیتیل |
| Safarilink                | ویلسون                          |